# Vendredi ou un autre jour
Pour plus de détails, voir Fiche technique et Distribution.
Vendredi ou un autre jour est un film français réalisé par Yvan Le Moine, sorti en 2005. Inspiré de Vendredi ou les Limbes du Pacifique, le roman de Michel Tournier, il a été tourné à La Réunion avec pour acteurs principaux Philippe Nahon et Alain Moraïda. Il a reçu le Prix Boccalino au Festival de Locarno 2005.

## Fiche technique
- Dates de sortie :
  - France : 15 octobre 2005 (Paris : Quinzaine du cinéma francophone) ; 31 mai 2006 (sortie nationale)
  - Belgique : 7 décembre 2005

## Distribution
- Philippe Nahon : Philippe de Nohan
- Alain Moraïda : Vendredi
- Ornella Muti : la mère de Philippe Rohan
- Hanna Schygulla : la dame patronnesse de l'équipage
- Philippe Grand'Henry : Joseph
- Jean Hermann : le curé
- Jean-Paul Ganty : Tristan
- Valérie D'Hondt : la bonne
- Frédéric Guillaume : le boulanger
- Manuela Servais :
- Idwig Stéphane :
- Jean-Yves Tual : (comme Jean-Yves Thual)